# Peter Dennis
Peter John Dennis (Dorking, 25 oktober 1933 - Los Angeles (Verenigde Staten), 19 april 2009) was een Brits acteur.
Dennis begon als boekhouder in Londen en vervulde zijn militaire dienst in Nigeria. Nadat hij in 1963 Derek Jacobi had zien spelen nam hij ontslag en begon hij een tweejarige theateropleiding aan de Royal Academy of Dramatic Art.
Dennis' acteursloopbaan speelde zich af aan beide zijden van de Atlantische Oceaan, maar hij is vermoedelijk het meest bekend geworden als uitvoerder van de werken van A.A. Milne in zijn theatershow "Bother! The Brain of Pooh". Hij speelde ook mee in de televisieseries The Avengers en Friends, Murphy Brown, Prime Suspect en Murder, She Wrote. Belangrijke filmrollen speelde hij in Sideways en Shrek. Dennis kreeg onder meer een Screen Actors Guild Award voor zijn prestaties in Sideways.

## Filmografie
- Beowulf (2007)
- Ten Inch Hero (2007)
- Monster Safari ( 2007)
- Man in the Chair (2007)
- Eragon (2006)
- Psychonauts (2005)
- Sideways (2004)
- Hellborn (2003)
- Shrek (2001)
- Second Generation (2000)
- Diagnosis Murder (2000)
- The Effects of Magic (1998)
- The Emissary: A Biblical Epic (1997)

- International Standard Name Identifier: 0000 0001 0801 9302
- Library of Congress Control Number: no97041808
- MusicBrainz: 1c894a91-94ae-4dc6-898e-4fe8dbf575a2
- SNAC: w67j6qpf
- Virtual International Authority File: 73458982
- WorldCat: E39PBJj8TgDYPrDT3q6mJdFkDq